# Astarte sulcata
Astarte sulcata ist eine Muschel-Art aus der Familie der Astarten (Astartidae).

## Merkmale
Die gleichklappigen, etwas geblähten Gehäuse sind im Umriss gerundet rechteckig bis eiförmig mit einer maximalen Länge von 30 Millimetern. Sie sind geringfügig länger als hoch (Höhe: 90 % der Länge). Der Wirbel liegt deutlich vor der Mitte und ist nach vorne eingedreht (prosogyr). Der hintere Dorsalrand ist leicht konvex gewölbt bis fast gerade und fällt flach ab. Der vordere Dorsalrand ist leicht konkav gewölbt und fällt steiler ab. Der Vorderende ist gerundet, das Hinterende trunkiert-gerundet. Der Ventralrand ist mäßig konvex gerundet. Die herzförmige Lunula ist deutlich begrenzt und eingesenkt mit etwas erhabenen Rändern. Die lanzettförmige Area ist ebenfalls deutlich begrenzt mit etwas erhabenen Rändern. Das Ligament ist breit und deutlich begrenzt und nimmt etwa ein Drittel der Länge der Area ein. Die robuste Schlossplatte weist in der rechten Klappe zwei Kardinalzähne auf, der vordere Zahn ist breit, der hintere Zahn schmal und unscheinbar. In der linken Klappe sind drei Kardinalzähne vorhanden, die zwei vorderen Zähne sind breit und prominent, der hintere schmal und unscheinbar. Der hintere Dorsalrand der rechten Klappe zeigt zudem einen verdickten Flansch, der fast wie ein Lateralzahn aussieht.
Die Ornamentierung besteht bei erwachsenen Tieren aus etwa 25 bis 40 groben, gerundeten Rippen. Der Gehäuserand ist bei jüngeren Individuen zunächst glatt, wird aber mit zunehmendem Alter dicker und gezähnelt. In welchem Alter bzw. ab welcher Größe die Zähnelung auftritt, ist in den einzelnen Populationen etwas unterschiedlich. Die Schale ist weiß gefärbt. Das organische Periostracum variiert in der Färbung von gelb braun zu dunkelbraun bis fast schwarz. Die Oberfläche ist matt glänzend. Die Mantellinie ist nicht eingebuchtet, die zwei Schließmuskel etwa gleich groß.

## Geographische Verbreitung und Lebensraum
Die Art kommt von Grönland und der Barentssee bis nach Marokko vor. Sie dringt auch ins Mittelmeer vor, hier aber nur in größeren Tiefen. Sie fehlt aber in der südlichen Nordsee, dem Kanal und der Ostsee.
Die Muscheln leben flach eingegraben in sandigen und schlammigen Böden vom Flachwasser (ca. vier Meter Wassertiefe) bis in größere Tiefen (ca. 2.500 Meter).

## Taxonomie
Die Art wurde 1778 von Emanuel Mendes da Costa als Pectunculus sulcatus wissenschaftlich beschrieben. Sie wird heute in die Gattung Astarte gestellt. Es existieren eine ganze Reihe von Synonymen.

## Belege